# Miguel Benasayag
Ne doit pas être confondu avec Albert Assayag.
Miguel Benasayag, né le 4 juin 1953 à Buenos Aires, est un philosophe, psychanalyste, chercheur en épistémologie et ancien résistant guévariste franco-argentin. Il est proche du courant libertaire (dans le sens historique de l'anarchisme).

## Biographie
Miguel Benasayag est né en Argentine, dans une famille qu'il qualifie de « juifs intellos ». Il a étudié en Argentine la médecine en même temps qu'il militait pour la guérilla guévariste.
Arrêté trois fois, il tombe la troisième, est torturé, puis ayant survécu, il passe quatre ans en prison[réf. nécessaire]. À la suite du meurtre de deux religieuses françaises par la junte, Benasayag a pu bénéficier, grâce à sa double nationalité franco-argentine (sa mère française avait quitté la France en 1939), du programme de libération des prisonniers français en Argentine et se rendre ainsi en France en 1978, pays qu'il ne connaissait pas[source insuffisante]. Il affirme que sa libération aurait fait l'objet d'un marchandage négocié par Maurice Papon pour l'achat par l'Argentine d'armes françaises,.
En France, il continue pendant un temps son activité militante de la guérilla. Il devient ensuite chercheur et militant dans la « nouvelle radicalité » et la mouvance du contre-pouvoir. Psychanalyste encore aujourd'hui, inspiré de la psychanalyse phénoménologique et existentialiste ainsi que du mouvement de l'anti-psychiatrie (lancé notamment par David Cooper), il a travaillé pendant 35 ans en clinique pédopsychiatrique[réf. nécessaire]. 
Professeur invité de la faculté de médecine de l'université de Buenos Aires, chaire d'épistémologie. En 1987 il soutient une thèse en sciences humaines cliniques à l'université Paris-Diderot : Du Sujet dans les prisons politiques, étude psychanalytique du rapport sujet-discours dans une situation limite, sous la direction du philosophe et sociologue Pierre Ansart. Il obtient en 2001 une habilitation à diriger des recherches à Montpellier en anthropologie et sociologie. Le sujet était l'irruption de l'incertitude en sciences dures et sciences humaines. 
Il obtient aussi un master en biologie et travaille pendant des années dans le domaine de la neurophysiologie, en collaborant aussi, dans les années '90 avec Francisco Varela, biologiste et épistémologue chilien.   
Ses recherches tournent, depuis plus de vingt ans, sur les conséquences de la révolution digitale et les phénomènes d'hybridation avec le vivant, et se penchent particulièrement sur les processus de colonisation techno-scientifique de la vie. Le travail de Benasayag vise à développer une philosophie de l'organisme à l'interface entre biologie théorique et épistémologie, qui permette de cerner une singularité du vivant contre le réductionnisme algorithmique et le modèle computationnaliste dominants, mais lointaine de tout vitalisme[réf. nécessaire].  
Il a été professeur invité à l'université Lille-III. 
Il participe à l'université populaire de la Cité des 4000, à la Courneuve. Il a coordonné l'université populaire de Ris-Orangis. Il coordonne le programme de « dé-psychiatrisation » au Brésil à Fortaleza. Miguel Benasayag dirige depuis 2008 le laboratoire de biologie théorique Campo Biologico à Buenos Aires. Il intervient comme chroniqueur toutes les semaines sur Radio Nacional Argentine. Il a dirigé plusieurs "laboratorios sociales" en Argentine.
Il est l'auteur en 1999 du Manifeste du réseau de résistance alternatif. De 2003 à 2007, il coordonne la recherche autour de l'expérience du bus méthadone de Médecins du monde. En France, il soutient la candidature de José Bové à l'élection présidentielle de 2007 et signe une pétition pour la libération des anciens d'Action directe[source insuffisante].
Entre 2010 et 2018, il travaille avec Lavaca, une coopérative sociale située à Buenos Aires (Argentine) qui développe une activité de recherche importante dans les champs sociaux et scientifiques[source insuffisante]. En France, à Amiens, il co-anime avec la Compagnie du théâtre inutile le laboratoire Art & Epoque. Il intervient également, depuis 2005, à Florence (Italie), dans le cadre d'un séminaire mensuel de recherche organisé avec la COOP et le Mouvement coopératif italien.
Il est membre du Comité de soutien du Centre Primo Levi (soins et soutien aux personnes victimes de la torture et de la violence politique).
Depuis 2020, il dirige le laboratoire Organismes et artefacts : transformations dans le champ biologique et anthropologique dans le cadre du master en esthétique latino-américaine contemporaine hébergé au sein de l'université nationale d'Avellaneda (es) (Argentine).

## Controverse à propos de France Culture
Miguel Benasayag tenait une chronique pendant l'émission Les Matins de France Culture. Lors de l'émission du 18 mars 2004, il présente un livre d'Évelyne Sire-Marin, du Syndicat de la magistrature, intitulé Police et Justice dont la thèse principale est la similitude entre les propositions du Front national en matière de sécurité et les mesures législatives prises par Nicolas Sarkozy, ministre français de l'Intérieur et Dominique Perben, ministre français de la Justice. Le livre en question indique que sur les vingt-quatre propositions du FN, onze ont déjà été mises en place par le gouvernement de Jean-Pierre Raffarin,.
Miguel Benasayag est invité à cesser sa collaboration avec France Culture le 19 mars 2004. Laure Adler, directrice des programmes de France Culture, dément « une mise à l’écart pour des raisons politiques » et avance que Miguel Benasayag a « transformé sa chronique en plaidoyer pro domo, pour sa propre vision du monde. Ce n’est pas ce qui était convenu ». Il est remplacé le 29 mars 2004 par la philosophe Geneviève Fraisse.

## Malgré tout
Cette section ne s'appuie pas, ou pas assez, sur des sources secondaires ou tertiaires indépendantes du sujet. Le texte peut contenir des analyses inexactes ou inédites de sources primaires.
Pour l'améliorer, ajoutez-en, ou placez des modèles {{Source secondaire souhaitée}} ou {{Source secondaire nécessaire}} sur les passages mal sourcés. (juillet 2024)
Malgré tout est le nom d'un collectif créé à l'initiative de Miguel Benasayag avec François Gèze, Angélique Del Rey, Édith Charlton, Annick Monte, Bastien Cany, etc. Dans le texte de présentation Qui sommes-nous ?, on peut lire : « Le collectif est né du désir libertaire d’articuler la prise en compte de la complexité du réel avec des pratiques d’émancipation concrètes. »
Proche de mouvements comme ATTAC, Mouvement des sans-terre, réseau No Vox, Droit au logement, Réseau éducation sans frontières, Laboratoires Sociaux ou Act Up-Paris, ce mouvement se tient à l'écart de l'action politique traditionnelle. Le Collectif a développé des laboratoires sociaux en Argentine, France et Italie et continue de proposer un séminaire mensuel nommé "Comprendre et agir dans la complexité".
En avril 2020, le Collectif Malgré Tout publie le Petit Manifeste par des temps de pandémie, publié dans sa version italienne en format digital par la maison d'édition Notteetempo.

## Publications
- Malgré tout, contes à voix basse des prisons argentines (1980), éditions Maspero (titre original : A pesar de todo), préfacé par David Rousset.
- Transferts. Argentine : écrits de prison et d’exil, avec Francisco Sorribes Vaca, éditions Maspero, 1983
- Utopie et liberté. Les droits de l'homme: une idéologie ? (1986), La Découverte.
- Critique du bonheur avec Édith Charlton (1989), La Découverte.
- Cette douce certitude du pire avec Édith Charlton (1991), La Découverte.
- Le Pari amoureux avec Dardo Scavino, La Découverte, 1992
- Pour une nouvelle Radicalité, La Découverte, 1993
- Penser La liberté : La décision, le hasard et la situation avec la collaboration de Annick Monte (1994), La Découverte.
- Peut-on penser le monde ? Hasard et incertitude, en collaboration avec Herman Akdag et Claude Secroun (1997), éditions du Félin.
- Le Mythe de l'individu (1998), La Découverte.  (ISBN 2-7071-2883-X)
- La Fabrication de l'information : les journalistes et l'idéologie de la communication (1999) avec Florence Aubenas, La Découverte.  (ISBN 978-2-7071-3112-6)
- Du Contre-pouvoir, en collaboration avec Diego Sztulwark (2000), La Découverte. (ISBN 2-7071-3316-7)
- Parcours entretiens avec Anne Dufourmantelle, Calmann-Lévy 2001
- Résister, c'est créer, en collaboration avec Florence Aubenas (2002), La Découverte.
- Che Guevara : Du mythe à l’homme - Aller-retour (2003) -- Broché.
- Les Passions tristes. Souffrance psychique et crise sociale, en collaboration avec Gérard Schmit (2003), La Découverte, nouvelle édition 2006 -- Broché.
- Abécédaire de l'engagement, avec Béatrice Bouniol (2004), Librairie Arthème Fayard
- La Fragilité (2004), édition La Découverte, collection armillaire  (ISBN 2-7071-4268-9)
- Connaître est agir : Paysages et situations en collaboration avec Angélique Del Rey (2006), édition La Découverte, collection armillaire
- Plus jamais seul, le phénomène du téléphone portable (2006), Librairie Arthème Fayard
- Éloge du conflit, avec Angélique del Rey (2007), La Découverte
- La chasse aux enfants : L'effet miroir de l'expulsion des sans-papiers, avec Angélique del Rey et des militants de RESF (2008), La Découverte  (ISBN 978-2-7071-5453-8)
- La santé à tout prix (2008), Librairie Arthème Fayard  (ISBN 978-2-227-47750-6)
- « Re-territorialiser » in Regards sur la crise. Réflexions pour comprendre la crise… et en sortir, ouvrage collectif dirigé par Antoine Mercier avec Alain Badiou, Rémi Brague, Dany-Robert Dufour, Alain Finkielkraut, Élisabeth de Fontenay (et al.), Paris, éditions Hermann, 2010
- Organismes et artefacts, La Découverte, 2010
- De la servitude volontaire (préface), Étienne de La Boétie, Le Passager clandestin, 2010
- De l'engagement dans une époque obscure (avec Angélique Del Rey), Le Passager clandestin, 2011, 2017
- Fabriquer le vivant ? (avec Pierre-Henri Gouyon), La Découverte, 2012
- (es) La vida es una herida absurda (avec Luis Mattini), 2013
- (it) Malgrado la Crisi, dialogo con Miguel Benasayag, (COOP.IT), 2014
- (it) c'è una vita prima la morte? Miguel Benasayag avec Riccardo Mazzeo, éditions Erickson, Italie.
- Clinique du mal être. La "psy" face aux nouvelles souffrances psychiques, avec Angélique del Rey, Paris, La Découverte, février 2015.
- (es) El cerebro aumentado, el hombre disminuído Miguel Benasayag, Ediciones Paidós, Buenos Aires.
- Cerveau augmenté, homme diminué, Miguel Benasayag, La Découverte, 2016 pour la traduction française.
- La singularité du vivant, Le Pommier, 2017, 192 pages.
- Fonctionner ou exister ?, Le Pommier 2018, 142 pages.
- La tyrannie des algorithmes (conversation avec Régis Meyran), éditions Textuel, octobre 2019, 132 pages.
- (it) Cinque lezioni di complessità (avec Teodoro Cohen), Fondazione Giangiacomo Feltrinelli, Milano, novembre 2020, 128 pages.
- Le retour de l'exil. Repenser le sens commun, avec Bastien Cany, Le Pommier, février 2021, 176 pages.
- Les nouvelles figures de l'agir. Penser et s'engager depuis le vivant, avec Bastien Cany, La Découverte, avril 2021, 296 pages.
- (it) Del dialogo nella complessità, avec Teodoro Cohen, PensaMultimedia, septembre 2022, 144 pages.
- Cerveaux augmentés, Humanité diminuée ?, avec Thierry Murat, La Découverte X Delcourt, mai 2023, 184 pages.
- La inteligencia artificial no piensa (el cerebro tampoco), avec Ariel Pennisi, Prometeo, Buenos Aires, 2023
- De la complejidad al contrapoder : cuidar la matriz frente a la matrix 1, avec Ariel Pennisi, Raul Zibechi, Red Editorial, 2023
- (it) L'epoca dell'intranquillità. Lettera alle nuove generazioni, avec Teodoro Cohen, Vita e Pensiero, 2023
- L'IA est-elle une chance?, avec Apolline Guillot, Gilles Dowek, Philosophie Magazine, 2024
- Contre-offensive. Agir et résister dans la complexité, avec Bastien Cany, Le Pommier, 2024

### Contributions à des ouvrages collectifs
- Gaetano Manfredonia (dir.), Les Anarchistes et la Révolution française, Paris, Éd. du Monde libertaire, coll. « Bibliothèque anarchiste », 1990, 314 p. (ISBN 978-2-903-01316-5, OCLC 466273413, présentation en ligne).
- Radio libertaire (France) et Sylvie Picard (Illustrations), Libres comme l'air : quinze nouvelles pour Radio libertaire : 10 ans Radio libertaire, Paris, Éd. du Monde libertaire, coll. « Collection Pages libres », 1991, 143 p. (ISBN 978-2-903-01318-9, OCLC 421441262, présentation en ligne).
- Groupe Ras-les Murs, Déviance en société libertaire : "prison et anarchie", Lyon, Atelier de Création Libertaire, 2000, 63 p. (ISBN 978-2-905-69120-0, OCLC 914984133, présentation en ligne).

### Articles
- La norme et « l’Empereur », Le Passant ordinaire, no 45-46, juin 2003, texte intégral.

### Sources
- Système universitaire de documentation - publications liées.
- Chroniques du post-humain, La Revue mensuelle no 86, Robotique, vie artificielle, réalité virtuelle, 2008, texte intégral.
- Philippe Merlant, Miguel Benasayag : "L’amour n’est jamais du côté de l’ordre", Place publique, propos recueillis en 2003, texte intégral.
- Catalogue général des éditions et collections anarchistes francophones : notice bibliographique.
- Le collectif Malgré tout sur 1libertaire, notice bibliographique.
- Cyrille Choupas, Miguel Benasayag : « Il ne faut pas traiter les gens désengagés de cons », revue Ballast, automne 2016, [lire en ligne].